# Ostrowieczko
Ostrowieczko – wieś w Polsce położona w województwie wielkopolskim, w powiecie śremskim, w gminie Dolsk. W latach 1975–1998 miejscowość administracyjnie należała do województwa poznańskiego.
Niewielka wieś leżąca na stromym stoku opadającym w kierunku rynny jeziornej, położona przy drodze powiatowej nr 4082 z Dolska do Mchów przez Ostrowieczna i Ługi, 1,6 km na wschód od Dolska, we wsi znajduje się skrzyżowanie z drogą wiejską do Małego Trąbinka.
Wieś pierwszy raz w dokumentach pojawiła się w 1324 pod nazwą Ostrowitsko, wchodziła wtedy w skład dolskich majątków biskupów poznańskich. Właścicielami od XIX wieku byli Bojanowscy, następnie Carl Hoepfner, który wybudował w 1894 cegielnię, Stefan Chosłowski i Bolesław Kowalski.
10 października 1856 w miejscowości urodził się Brunon Edward Gardo – polski nauczyciel Katolickiej Szkoły Ludowej we Wrześni, związany ze strajkiem dzieci wrzesińskich w latach 1901-1902.
Zabytkiem wsi chronionym prawem jest zespół dworski składający się z dworu z XIX wieku, znanego z popularnej książki "Marianna i róże" oraz parku krajobrazowego o powierzchni 2,62 ha z początku XIX wieku.